# Berta Aliana
Berta Aliana fue una actriz y cantante de tango argentina.

## Carrera
Aliana fue una hermosa actriz de reparto de la época dorada cinematográfica argentina. Trabajó a finales de la década del 30' y principios de la del '40.
Compartió escena con estrellas del momento como Nini Marshall, Nélida Bilbao, Amery Darbón, Hugo del Carril, Sabina Olmos, Hilda Sour, Carlos Funes, Amanda Ledesma, Juan Mangiante, María Esther Buschiazzo, Morena Chiolo, Adrián Cúneo, entre muchos otros.

### Cine
Las películas en las que Aliana participó fueron:
- 1938: Mujeres que trabajan como Dora
- 1938: Jettatore como Carlota
- 1939: Margarita, Armando y su padre como la mucama
- 1940: El astro del tango
- 1940: Los celos de Cándida
- 1940: Ha entrado un ladrón
- 1940: Casamiento en Buenos Aires como Maid
- 1943: La piel de zapa

### Radio
Berta integró el personal de Radio Argentina junto con primeras figuras como Jorge Lanza.

### Teatro
Berta Aliana incursionó  transitoriamente en el teatro  argentino. En 1946 trabajó  en la obra Penélope ya no teje de Ivo Pelay,  en el Teatro Presidente Alvear y el Teatro Astral junto a Elena Lucena, Tato Bores, Alberto Closas, Castrito, Elina Colomer, Paquita Vehil, Edna Novell y Diana Montes, interpretando a Helena de Troya.

## Biografía
- Blanco Pazos, Roberto; Raúl Clemente (1997). Diccionario de actrices del cine argentino 1933-1997 (1° edición). Buenos Aires Ediciones Corridor. p. 110. ISBN 950-05-1077-4.